# أكاديمية أورميستون البحرية
أكاديمية أورميستون البحرية (المعروفة سابقًا باسم مدرسة هيريفورد للتكنولوجيا) هي مدرسة ثانوية تتمتع بوضع أكاديمي في مدينة غريمسبي، شمال شرق مقاطعة لينكولنشاير، إنجلترا. تستقبل المدرسة 1048 طالب،  تتراوح أعمارهم بين 11 و 16 عامًا.
في تقرير مكتب المعايير في التربية خدمات الأطفال ومهاراتهم (أوفستيد) الأخير، وجد أن مدرسة هيريفورد للتكنولوجيا بها نسبة أكبر من التلاميذ ذوي الإعاقة أو متطلبات التعلم الخاصة أكثر مما هو موجود في المتوسط على المستوى الوطني. المدرسة لديها مرافق لتلبية هذه الاحتياجات وخدمات موسعة للتلاميذ وأولياء الأمور. اكتسبت المدرسة حالة التكنولوجيا المتخصصة في عام 2000، وانتقلت إلى مبنى جديد في أكتوبر 2010.
حصلت المدرسة على وضع الأكاديمية في 1 أغسطس 2011 عندما أصبحت أكاديمية أورميستون البحرية. برعاية صندوق أورميستون ترست.

## خريجون متميزون
- جين أندروز - قاتلة توم كريسمان[2]
- ستيوارت كارينجتون - لاعب سنوكر محترف [بحاجة لمصدر]
- غاري لويد - مخرج مسرح ويست إند ومصمم رقصات [بحاجة لمصدر]
- داني نورث - لاعب كرة قدم ، لاعب سابق في غريمسبي تاون ، ولاحقًا في الدوري الأيرلندي والفائز بكأس الاتحاد الإنجليزي لكرة القدم [3]

## روابط خارجية
- موقع ويب Ormiston Maritime Academy ، تم استرجاعه في 19 يناير 2012